# Gambatesa
Gambatesa là một đô thị ở tỉnh Campobasso trong vùng Molise thuộc nước Ý, có vị trí cách khoảng 20 km về phía đông nam của Campobasso. Tại thời điểm ngày 31 tháng 12 năm 2004, đô thị này có dân số 1.654 người và diện tích là 42,9 km².
Gambatesa giáp các đô thị: Celenza Valfortore, Macchia Valfortore, Pietracatella, Riccia, Tufara.